# Quichés
Para outros usos do termo Quiché veja Quiché.
Os quichés (ou K'iche'  em língua quiché), são um povo ameríndio, um dos grupos étnicos maias. A sua língua indígena, a língua quiché, é uma língua mesoamericana da família das línguas maias. Os estado quichés das terras altas na era pré-colombiana estão associados à antiga civilização maia.
O significado da palavra "k'iche'" é "muitas árvores". A palavra pode ser partida em duas partes, "k'i", significando "muitos" e "che'", significando "árvore". A tradução nauatle é Cuauhtēmallān, que deu origem ao nome Guatemala. 
Provavelmente a pessoa de etnia quiché mais bem conhecida é Rigoberta Menchú, laureada com o Prémio Nobel da Paz em 1992.

## Povo
O povo quiché vive sobretudo nas terras altas da Guatemala. A maioria fala a língua quiché, apesar de muitos terem pelo menos um conhecimento básico do espanhol, excepto em algumas aldeias isoladas.
O departamento guatemalteco de El Quiché tem o nome deste povo. Actualmente este departamento é a terra dos quichés, apesar de em tempos anteriores terem ocupado uma área mais alargada das terras altas guatemaltecas.

## História
Em tempos pré-colombianos, o Reino Quiché de Gumarcaj foi um dos mais poderosos estados da região. K'iche' foi um estado independente que existiu após o declínio da civilização maia com o colpaso do clássico. As esplendorosas cidades como Q'umarkaj (Utatlán), a capital dos quichés, foram descritas pelos conquistadores espanhóis. Tinham fronteiras com os caqchiqueles.
Os quichés foram conquistados por Pedro de Alvarado em 1524. O seu último rei, Tecún Umán, morto por Alvarado, permanece um herói popular e uma figura lendária. Umán morreu combatendo o exército de Alvarado no vale de Xelaju (Quetzaltenango), onde perderam a vida talvez 10 000 quichés. Após a batalha, os quichés renderam-se e convidaram Alvarado para a sua capital, Q'umarkaj, porém Alvarado desconfiou de uma emboscada e mandou queimar a cidade. As suas ruínas podem ainda hoje ser vistas, próximo de Santa Cruz del Quiché.
Um dos mais importantes documentos literários da Mesoamérica que chegou até aos nossos dias, além de principal fonte informações sobre as tradições sociais, crenças e mitologia maia, foi produzido pelos quichés do século XVI. Este documento, conhecido como Popol Wuj (Pop wuj em quiché - "o livro dos acontecimentos") e originalmente escrito cerca de 1550, contém uma compilação de narrativas mitológicas e etno-históricas conhecidas por este povo naquela altura, com origem em fontes pré-colombianas (entretanto perdidas) e na tradição oral. Esta narrativa inclui um conto da sua versão do mito da criação, relatando como o mundo e os seres humanos foram criados pelos deuses, a história dos gémeos divinos, e a sua história desde a sua migração até à conquista espanhola.
Uma característica interessante a ser analisada sobre os quichés está no livro de Carlos Guzmán Bockler e Jean-Loup Herbert, Guatemala: una interpretación histórioco-social, México, 1970.
"Os maias quichés acreditavam num só deus, praticavam o jejum, a penitência, a abstinência e a confissão; acreditavam no dilúvio e no fim do mundo: o cristianismo não lhes trouxe grandes novidades. A decomposição religiosa começou com a coLõnia. A religião católica só assimilou alguns aspectos mágicos e totêmicos da religião maia, na vã tentativa de submeter a fé indígena à ideologia dos conquistadores. O esmagamento cultural abriu caminho para o sincretismo e assim se recolhem, por exemplo, na atualidade, testemunhos da inovação com respeito àquela evolução alcançada: "Dom Vulcão necessita de carne humana bem tostadinha."